# Léopold Speekaert

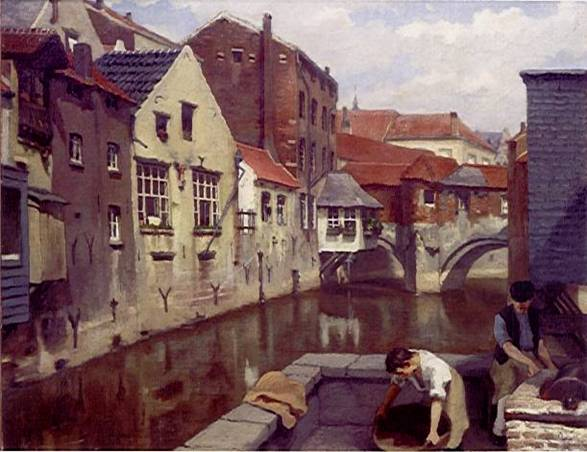
Oude Spui op de Zenne (schilderij van Speekaert in het Gemeentehuis van Sint-Gillis)

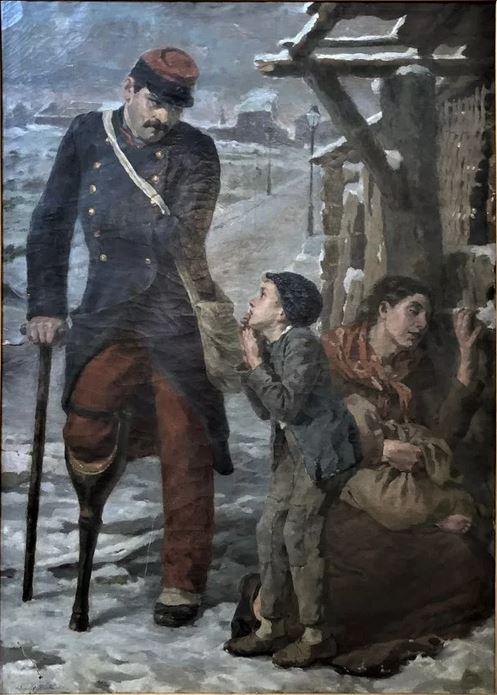
De Oorlog, deel van de reeks Sociale kwalen

Léopold Speekaert (Brussel, 1834 - 1916) was een Belgisch kunstschilder en ontwerper.

## Levensloop
Hij kreeg zijn vroegste opleiding bij de kunstschilder J.B. Van Eycken in Brussel. In 1853 schreef hij zich in als leerling in het Atelier Libre Saint-Luc, toen met kunstschilder Ernest Slingeneyer als directeur. Hij maakt er kennis met Louis Dubois, die zijn bewondering voor het oeuvre van Gustave Courbet deelde.
In 1869 werd hij lid van de Société Libre des Beaux-Arts waarin de voornaamste Belgische realistische kunstschilders zich groepeerden. In 1878 werd hij lid van de Brusselse kunstenaarsvereniging La Chrysalide, die twee jaar voordien was gesticht en met veel leden uit de avant-garde. In 1886 vervoegde hij op uitnodiging Les XX.
Speekaert schilderde vooral aan het begin van zijn carrière allegorische en mythologische onderwerpen, maar ging zich daarna toeleggen op landschappen uit de omgeving van Brussel, stadsgezichten van oud Brussel, marginale personages... Hij maakte ook ontwerpen voor de kunstindustrie, onder andere voor luchters.
Speekaert woonde lange tijd in de Gulden Vlieslaan 114. Hij schonk bij legaat zijn latere huis, het Hôtel Speekaert in de Henri Jasparlaan, en zijn kunstverzameling aan de gemeente Sint-Gillis. Het pand werd ingericht als museum door de gemeente maar is verdwenen. Op die plaats (nrs. 113-115) staat nu een modern gebouw.

## Tentoonstellingen
- Salon Brussel 1869: Volksvrouw, Het Kanaal van Willebroek, Hoekje in oud Brussel.
- Salon Brussel 1878: zijn schilderij La Débauche werd geweigerd wegens te realistisch en kwetsend voor het publiek.
- Salon Brussel 1903: Portret van Mevr. D.

## Verzamelingen
- Gemeentelijke verzameling Sint-Gillis (Brussel).